# Вулиця Доступна
Вулиця Доступна — вулиця у Шевченківському районі міста Львова, у місцевості Клепарів. Пролягає від вулиці Плетенецького на захід, у бік перехрестя вулиць Липинського, Варшавської та Клепарівської.

## Історія
Вулиця прокладена у першій третині XX століття, у межах селища Клепарів, не пізніше 1931 року отримала назву Спокійна. У 1933 році перейменована на вулицю Доступ, цю назву у другій половині XX століття уточнили у варіанті Доступна.
Вулиця Доступна зберегла стару малоповерхову конструктивістську забудову 1930-х років. До вулиці приписані лише два будинки — № 6 і № 8. Початок вулиці забудований сучасними п'ятиповерховими будинками, що належать до вулиці Плетенецького.